# هاري س. براون
هاري س. براون (بالإنجليزية: Harry C. Browne)‏ هو ممثل أمريكي، ولد في 18 أغسطس 1878، وتوفي في 15 نوفمبر 1954.

## وصلات خارجية
- هاري س. براون على موقع IMDb (الإنجليزية)
- هاري س. براون على موقع ميوزك برينز (الإنجليزية)